# Koviagui
Koviagui (en ucraïnès Ков'яги, en rus Ковяги) és una vila de la província de Khàrkiv, Ucraïna. El 2021 tenia 2.980 habitants.